# Catasetum gnomus
Catasetum gnomus är en orkidéart som beskrevs av Jean Jules Linden och Heinrich Gustav Reichenbach. Catasetum gnomus ingår i släktet Catasetum och familjen orkidéer. Inga underarter finns listade i Catalogue of Life.

## Bildgalleri

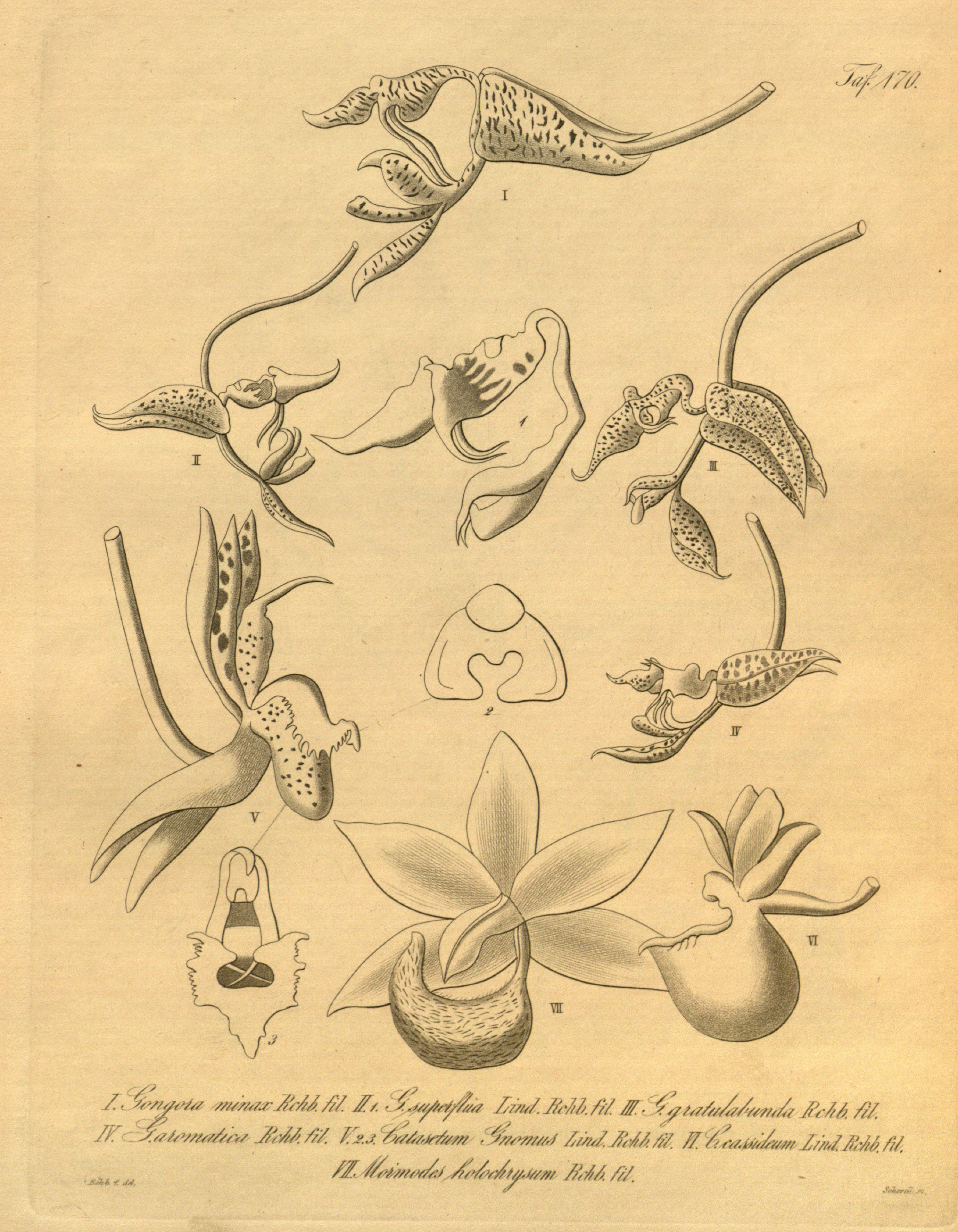
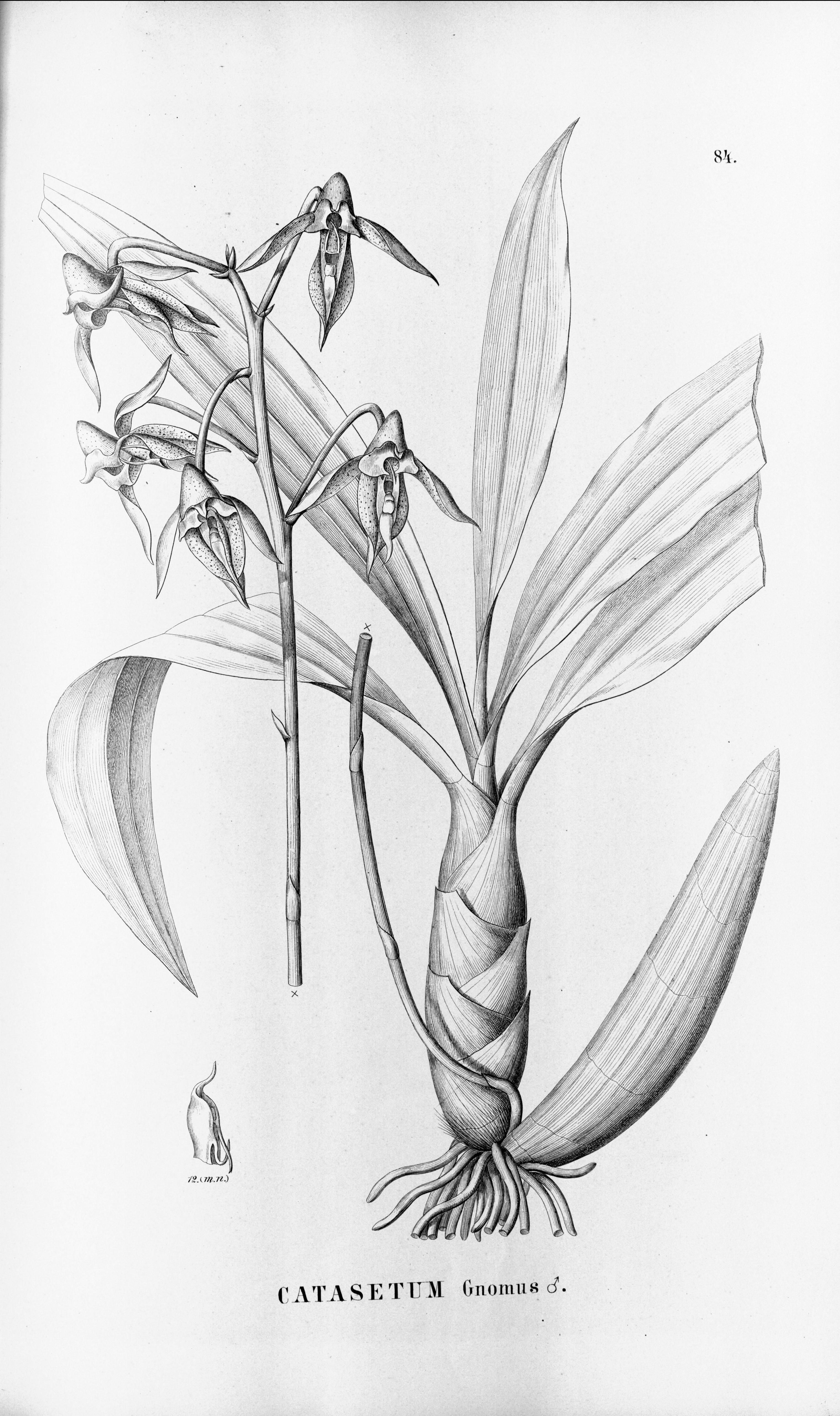